# Otomicoza
Otomicoza este o infecție fungică a urechii, o infecție micotică superficială a canalului auditiv extern cauzată de microorganisme numite fungi, înrudite cu drojdia și ciupercile. Este mai frecventă în țările tropicale sau calde. Infecția poate fi fie subacută, fie acută și este caracterizată de mâncărime în ureche, secreții urât mirositoare, inflamație, prurit, descuamare și disconfort sever sau durere de ureche. Micoza duce la inflamație, exfoliere epitelială superficială, mase de reziduuri care conțin hife, supurație și durere. Otomicoza poate provoca și pierderea auzului.

## Semne și simptome
Otomicoza nu provoacă de obicei atât de mult edem al pielii canalului auditiv extern ca otita externă bacteriană acută. Deși o durere severă de tip presiune este o caracteristică proeminentă a cazurilor avansate, urechea este de obicei mult mai puțin sensibilă, dacă este, la tracțiune sau presiune tragală. Aspectul ciupercii este variabil, cel mai frecvent gri, alb sau negru, adesea amestecat cu Cerumen⁠(d) și aderând la pielea canalului. Pot fi prezente concrețiuni gri.

## Cauză
Cele mai multe infecții fungice ale urechii sunt cauzate de Aspergillus niger, Aspergillus fumigatus⁠(d), Penicillium și Candida albicans⁠(d). Otomicoza se înrăutățește adesea din cauza utilizării excesive a picăturilor de urechi antibacteriene, care nu trebuie utilizate niciodată mai mult de 7 zile. În astfel de cazuri, ciuperca este un oportunist care rezultă din suprimarea bacteriilor normale de către antibiotice, combinată cu steroizii pe care îi conțin picăturile.

## Diagnostic
Otoscopia (examinarea urechii) se realizează cel mai bine cu un microscop binocular care oferă o iluminare adecvată, percepția adâncimii și capacitatea de a instrumenta urechea pentru îndepărtarea confortabilă a ciupercii. Rezultatele variază de la colonii fungice saprofite împrăștiate de diferite culori, care nu cauzează simptome, la deșeuri fungice dens ambalate, adesea amestecate cu cerumen (ceară), care umple întreg canalul și implică membrana timpanică (timpanul). Ciuperca se poate lipi de piele și membrana timpanică, probabil din cauza invaziei hifelor, și poate necesita un timp semnificativ pentru îndepărtarea completă.

## Tratament
Tratamentul otomicozei include de obicei aspirația microscopică pentru îndepărtarea masei fungice, întreruperea antibioticelor topice și tratamentul cu picături antifungice timp de trei săptămâni. Medicamentele antifungice pot fi administrate sub formă de creme sau picături aplicate pe urechi, iar cele mai utilizate medicamente sunt azolii, o clasă de agenți antifungici heterociclici. Evidența sub formă de studii clinice de înaltă calitate privind metodele de tratament este foarte slabă și nu se cunoaște cât de eficiente sunt aceste tratamente în îmbunătățirea infecției, având efecte adverse (grave sau nu grave) atunci când se compară diferite medicamente prescrise.
Dacă este neglijată și netratată la timp, infecția poate cauza perforarea timpanului. Singura soluție într-o astfel de situație poate fi o intervenție chirurgicală majoră a urechii, deoarece pierderea auzului poate fi permanentă.